# Rifugio Tre Scarperi
Il rifugio Tre Scarperi (in tedesco Dreischusterhütte) è un rifugio situato nella val Campo di Dentro nel parco naturale Tre Cime in Alto Adige, a 1.635 m s.l.m.

## Storia

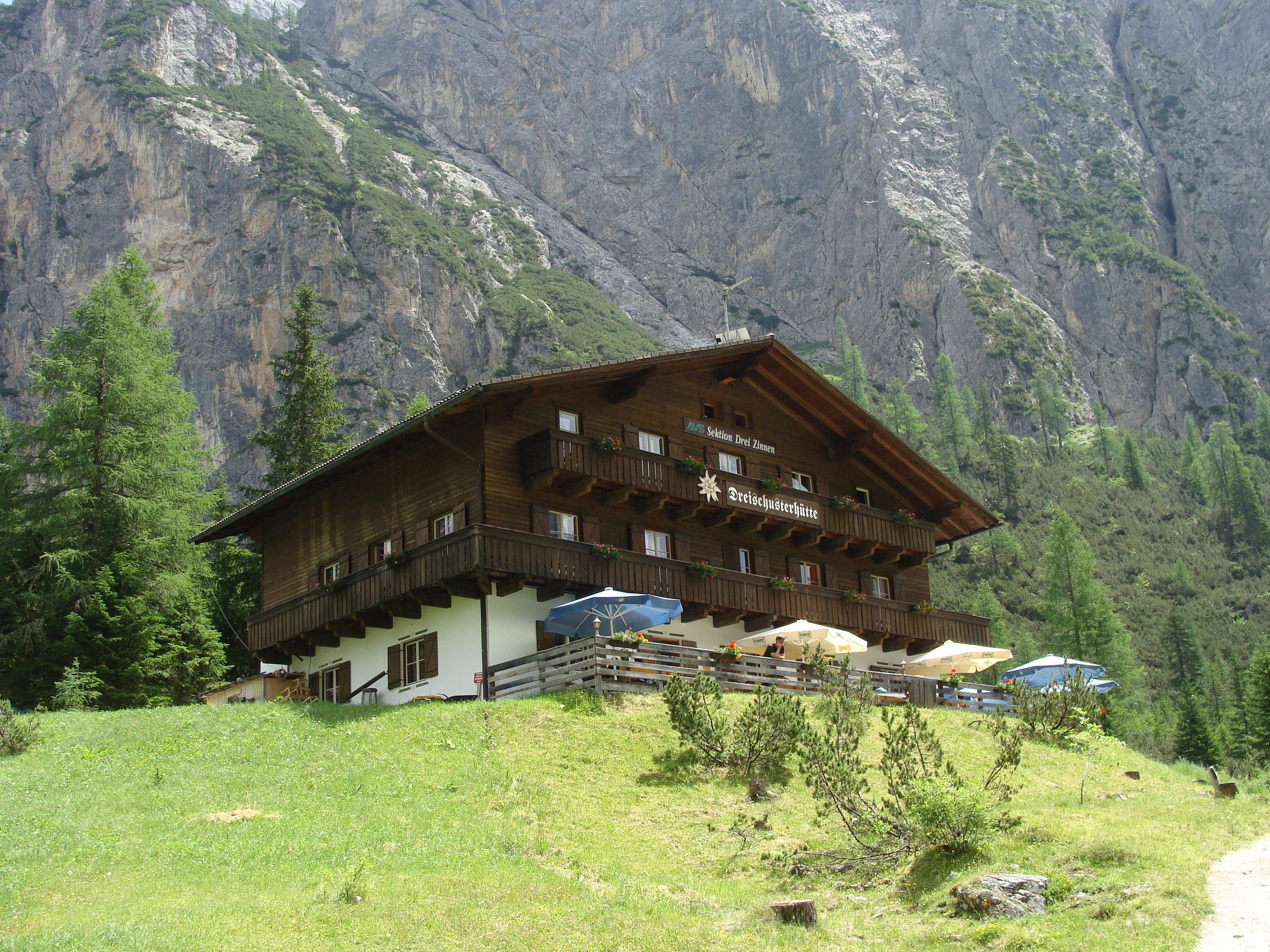
Il rifugio nei mesi estivi

Il rifugio nasce tra il 1911 e il 1913 quando due sancandidini, Johann Kerschbaumer e Gottfried Eisendle, costruirono un primo edificio all'interno della Val Campo di Dentro. Purtroppo questa struttura fu ridotta in cenere dopo un incendio nel 1923. Senza darsi per vinto, il figlio di Kerschbaumer iniziò dall'anno seguente la costruzione di un nuovo edificio, che accoglieva anche alcune stanze da letto.
Durante gli anni trenta diversi furono i proprietari: il primo fu il dottor Gasser di Bressanone, mentre nel 1934 l'Ente per le Tre Venezie lo acquistò e lo adattò a mo' di pensione.
Dopo la seconda guerra mondiale il rifugio fu abbandonato. Solamente nel 1973 la sede Drei Zinnen dell'Alpenverain acquistò l'immobile per poter costruire in posizione poco più elevata un nuovo stabile, ufficialmente inaugurato nel 1975.

## Accessi
Per raggiungere il rifugio, uno dei modi più semplici è di parcheggiare l'auto presso uno dei parcheggi posti allo sbocco della Val Campo di Dentro nella Valle di Sesto, ovvero a circa 1486 metri; da qui si arriva al rifugio in poco più di 30 minuti di camminata (la strada con divieto di transito in salita a tutti veicoli dalle 08.45 alle 18.00). D'estate è attivo un bus navetta che porta fino al rifugio.
Alternativamente si può raggiungere il rifugio anche da San Candido o da Sesto in circa 2,5 ore, seguendo gli appositi sentieri.

## Escursioni

### Traversate
Dal rifugio Tre Scarperi si possono raggiungere diverse località:
- il rifugio Locatelli (2405 m) seguendo il sentiero n. 105, in circa 4 ore;
- la frazione di Landro, passando per il Passo del Rondoi (Wildgrabenjoch, 2289 m) seguendo inizialmente i sentieri n. 105 e 10 e poi dal passo il n. 102, in 4 ore circa;
- la val di Landro risalendo fino alla forcella dei Baranci (Birkenscharte, 2540 m), seguendo il sentiero n. 8, in circa 5 ore;
- la val di Landro risalendo fino alla forcella Lückeleschartl (2532 m), seguendo inizialmente il sentiero n. 105 e poco dopo il sentiero n. 9, in circa 5 ore.

### Ascensioni
Dal rifugio sono anche possibili alcune ascensioni:
- Rocca dei Baranci (Haunold, 2966 m), in 4 ore, difficoltà I grado.
- Croda dei Baranci (Birkenkofel, 2922 m), in 4 ore, difficoltà I grado.
- Croda dei Rondoi sud (Schwalbenkof, 2800 m), in 4 ore, difficoltà I grado.